# 2-хлорбутан
2-хлорбутан — органічна речовина з хімічною формулою {\displaystyle {\ce {CH3-CH(Cl)-C2H5}}}, належить до групи галогеналканів. Безбарвна легкозаймиста рідина, при кімнатній температурі нерозчинна у воді.

## Отримання
2-хлорбутан можна синтезувати додаванням хлоридної кислоти до 2-бутену за наступною реакцією:

## Ізомери
2-хлорбутан має три ізомери: 1-хлорбутан, 2-метил-1-хлорпропан (ізобутилхлорид) та 2-метил-2-хлорпропан (трет-бутилхлорид).

## Застосування
Як алкілгалогенід, 2-хлорбутан можна використовувати для приготування реактиву Гріньяра, який бере участь у створенні вуглець-вуглецевого зв'язку. На першому етапі іон магнію віддає електрон альфа-вуглецю в 2-хлорбутані, видаляючи хлор і утворюючи алільний радикал, а також радикал Mg+1. На другому етапі радикал Mg+1 з'єднується з алільним радикалом, тоді як іон хлориду взаємодіє з іоном магнію.